# Aeolesthes induta
Aeolesthes induta är en skalbaggsart som först beskrevs av Newman 1842.  Aeolesthes induta ingår i släktet Aeolesthes och familjen långhorningar.
Artens utbredningsområde är:
- Laos.
- Burma.
- Filippinerna.
- Sri Lanka.
- Taiwan.

Inga underarter finns listade i Catalogue of Life.

## Bildgalleri

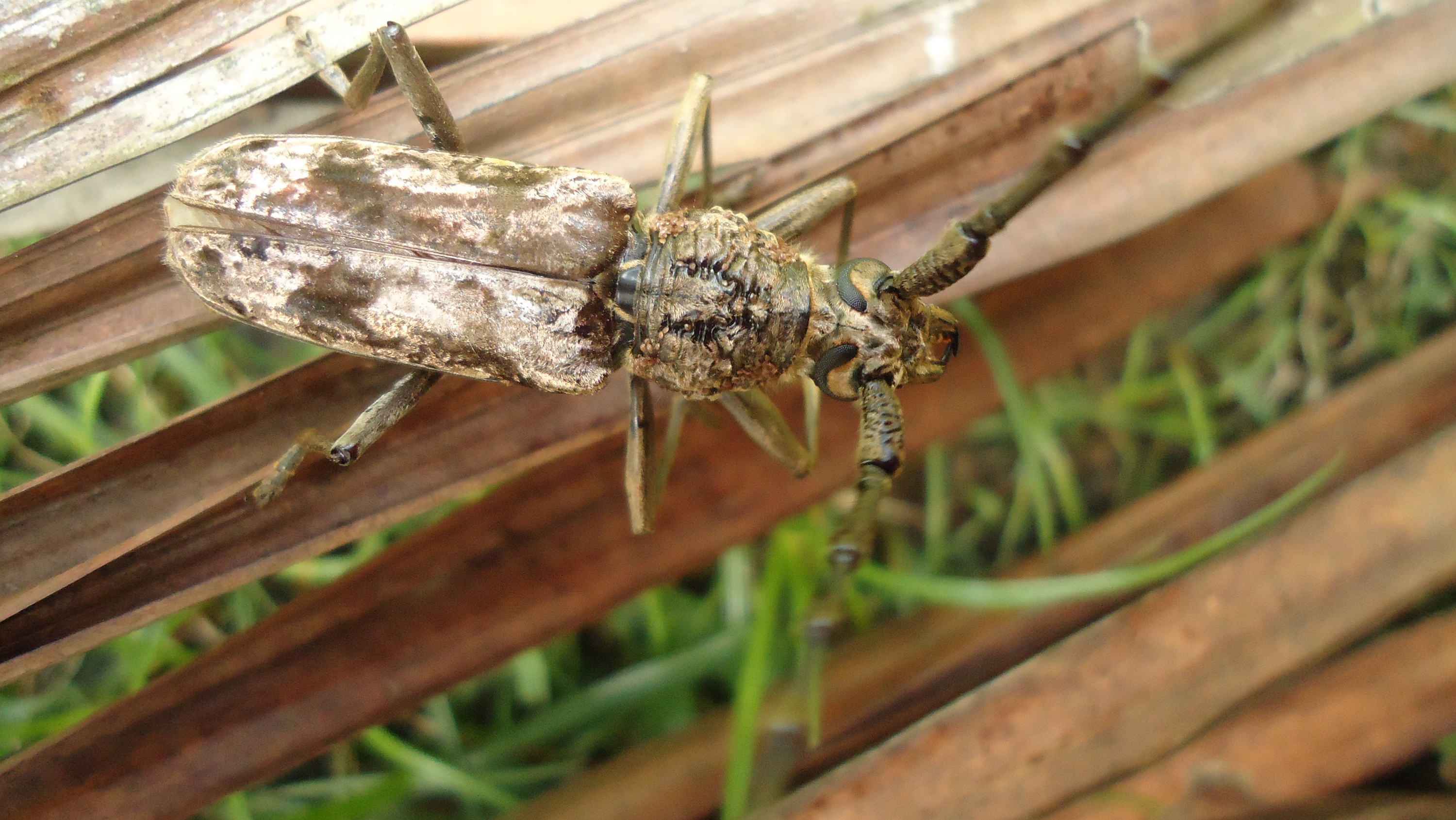
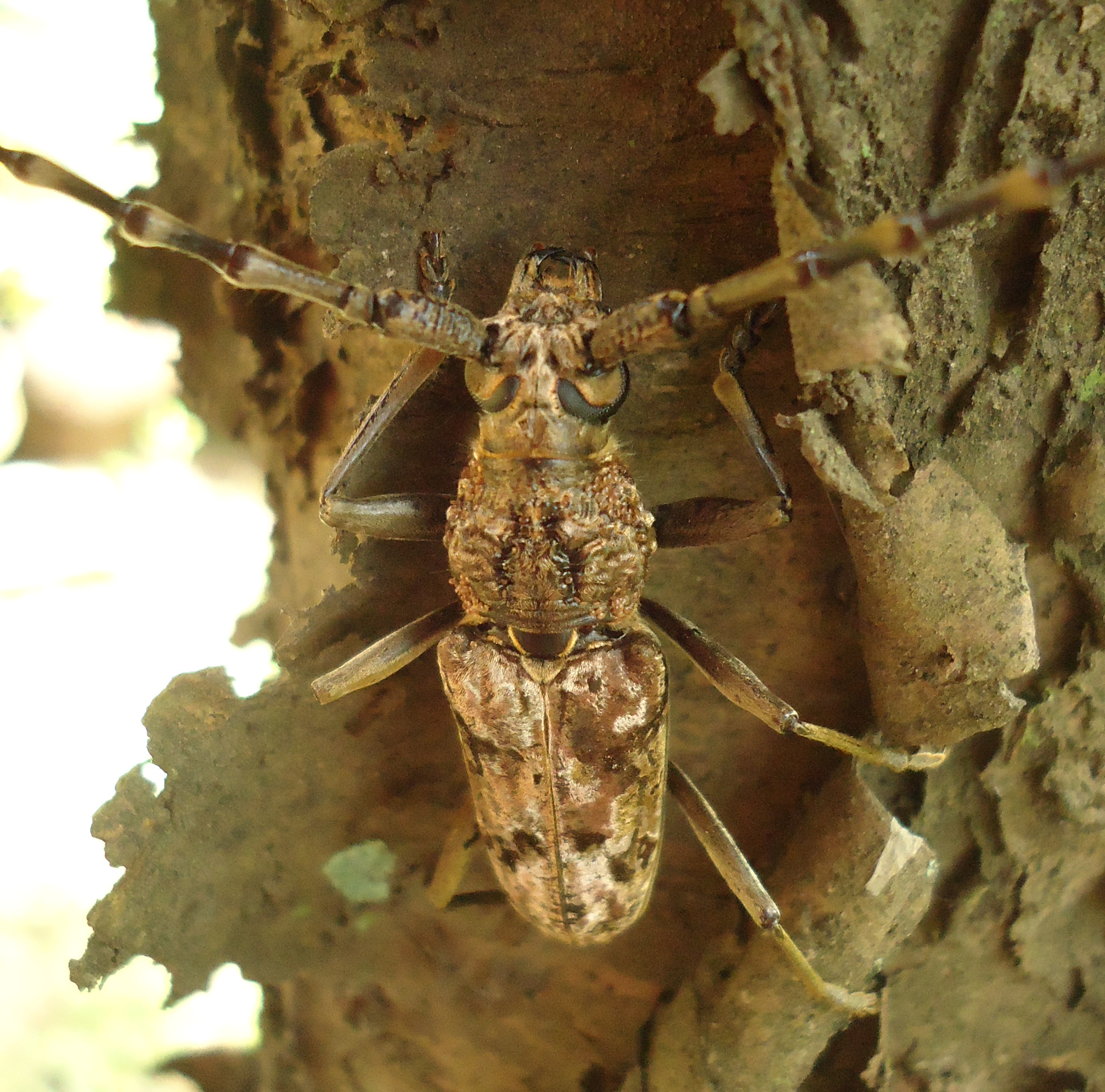
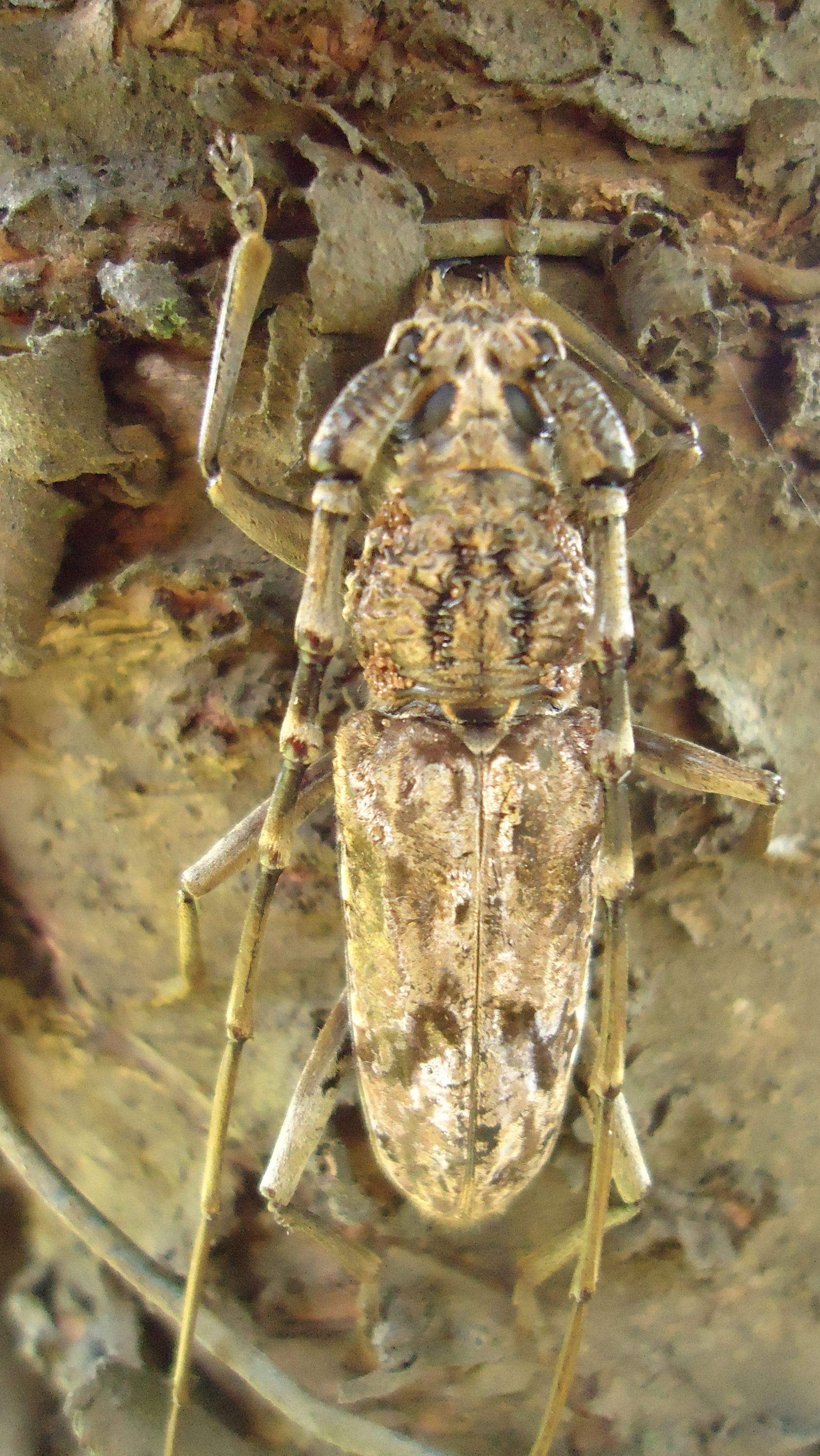
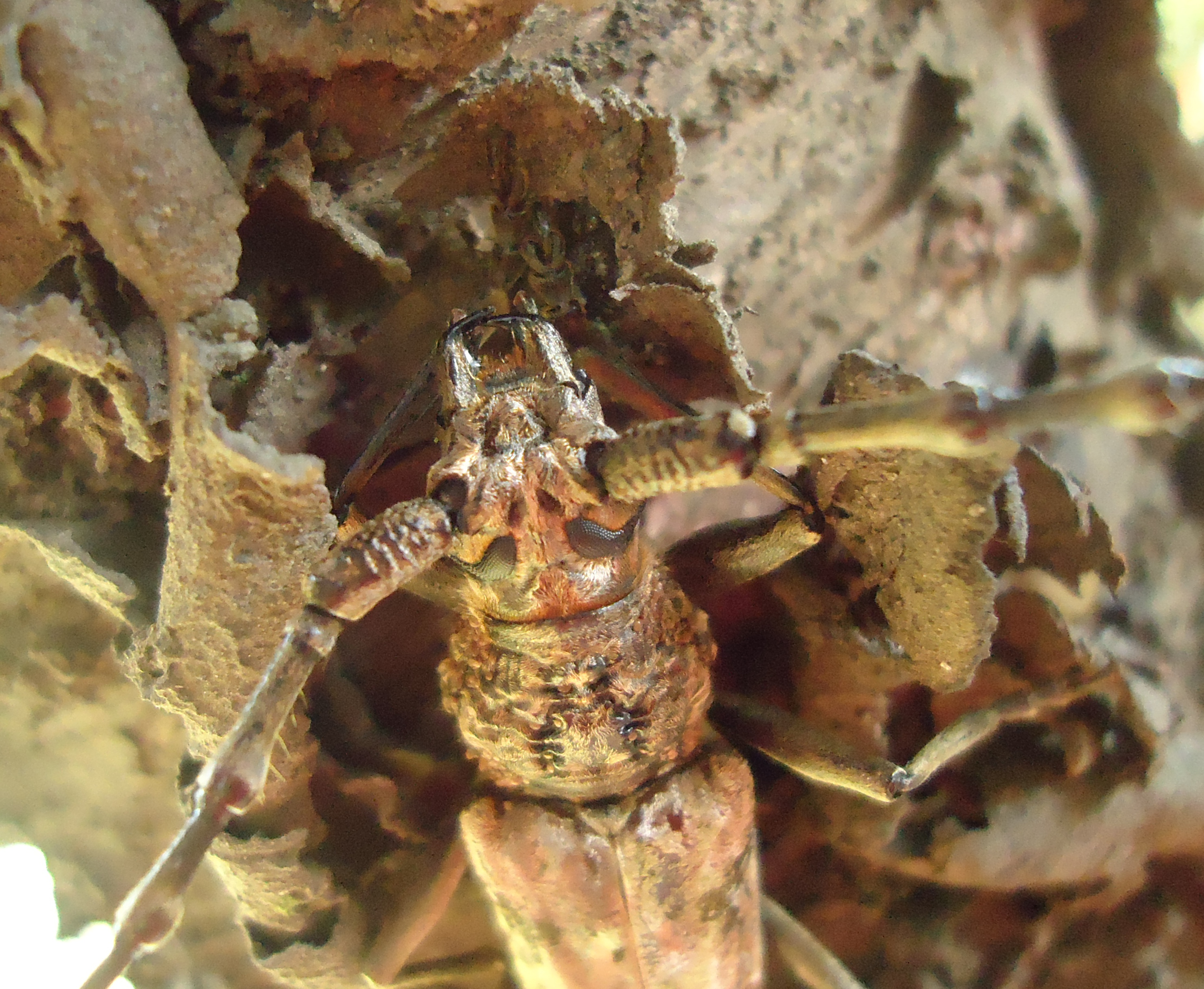
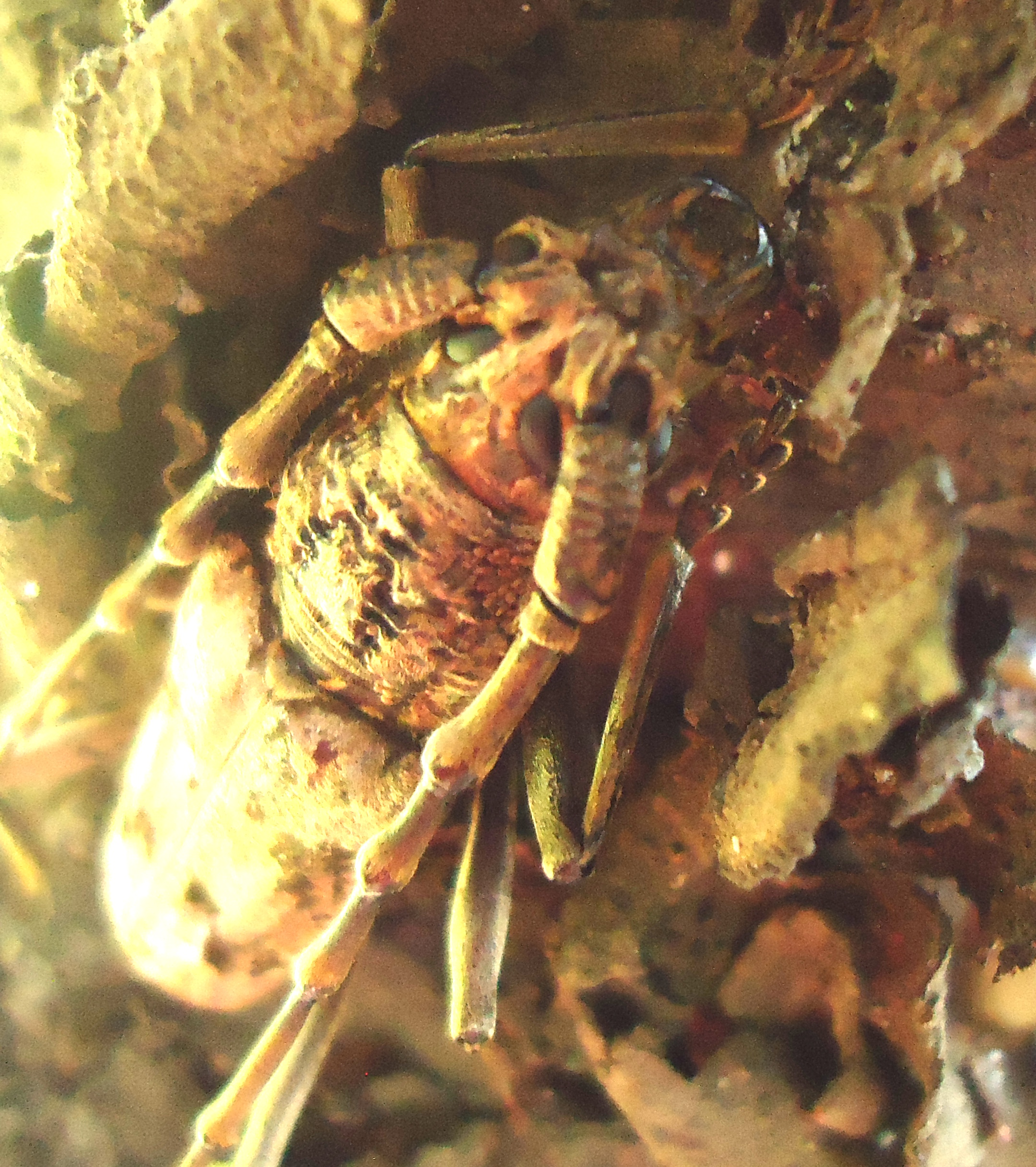
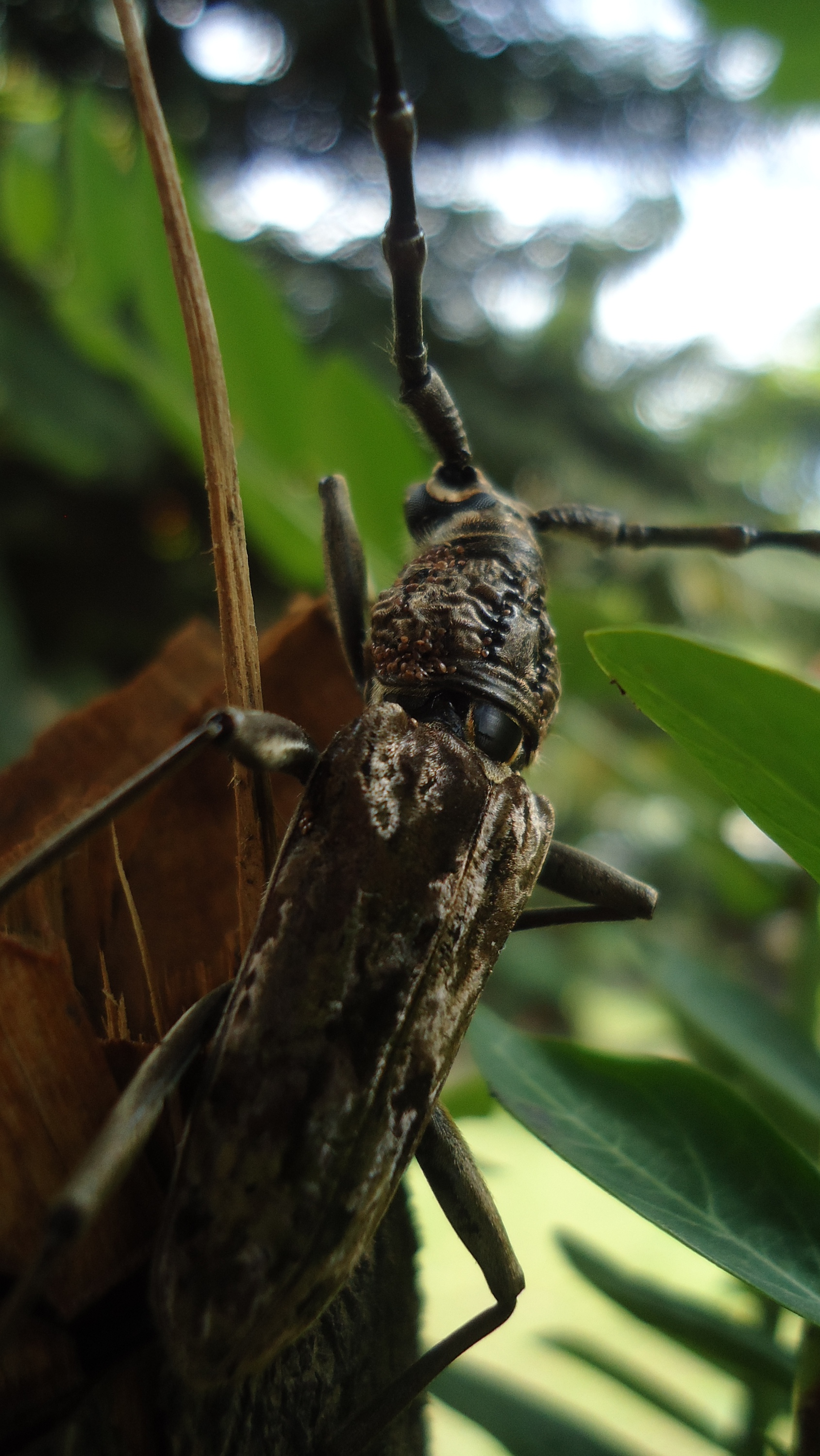